# بريان موريس (لاعب كرة قاعدة)
بريان موريس (بالإنجليزية: Bryan Morris)‏ هو لاعب كرة قاعدة أمريكي، ولد في 28 مارس 1987 في تولاهوما في الولايات المتحدة.

## وصلات خارجية
- بريان موريس على موقع دوري كرة القاعدة الرئيسي (الإنجليزية)
- بريان موريس على موقعبيزبول رفرنس.كوم (الدوري الرئيسي) (الإنجليزية)
- بريان موريس على موقعبيزبول رفرنس.كوم (الدوري الثانوي) (الإنجليزية)
- بريان موريس على موقع إي إس بي إن.كوم (أم.أل.بي) (الإنجليزية)
- بريان موريس على موقع مشجعي الرسوم البيانية (الإنجليزية)